# Цибуляни
Цибу́ляни (до 2024 року — Возвратне) — село в Україні, у Васильківській селищній громаді Синельниківського району Дніпропетровської області. Населення становить 84 особи. До 2020 року орган місцевого самоврядування — Письменська селищна рада.

## Географія
Село Цибуляни розташоване на заході Синельниківського району, на березі річки Середня Терса. На півдні межує з селом Роздолля, на сході з селом Бабакове, на півночі з селом Зелений Гай та на заході з селом Нововознесенка.
Поруч пролягають автошлях територіального значення Т 0401 та залізниця, на якій знаходиться пасажирський зупинний пункт Платформа 262 км. Найближча залізнична станція Письменна (за 11,7 км).

## Історія
Село засноване до 1932 року та перебувало у складі Васильківського району Дніпропетровської області.
12 червня 2020 року, відповідно до розпорядження Кабінету Міністрів України № 709-р від «Про визначення адміністративних центрів та затвердження територій територіальних громад Дніпропетровської області», увійшло до складу Васильківської селищної громади.
19 липня 2020 року, в результаті адміністративно-територіальної реформи та ліквідації Васильківського району, село увійшло до складу новоутвореного Синельниківського району.
19 вересня 2024 року Верховна Рада підтримала перейменування села Возвратне на Цибуляни. 26 вересня 2024 року перейменування набуло чинності.